# Erzsébet Balázs
Erzsébet Balázs (Budapest, Hungría, 15 de octubre de 1920-24 de noviembre de 2014) es una gimnasta artística húngara, sucampeona olímpica en 1948 en el concurso por equipos.

## Carrera deportiva
En las Olimpiadas de Londres 1948 gana la plata en el concurso por equipos, tras las checoslovacas y por delante de las estadounidenses, siendo sus compañeras de equipo: Edit Weckinger, Mária Zalai-Kövi, Irén Karcsics, Erzsébet Gulyás-Köteles, Olga Tass, Anna Fehér y Margit Nagy-Sándor.